# Monarchie de droit divin
 (juillet 2021).
Si vous disposez d'ouvrages ou d'articles de référence ou si vous connaissez des sites web de qualité traitant du thème abordé ici, merci de compléter l'article en donnant les références utiles à sa vérifiabilité et en les liant à la section « Notes et références ».
 (juillet 2021).

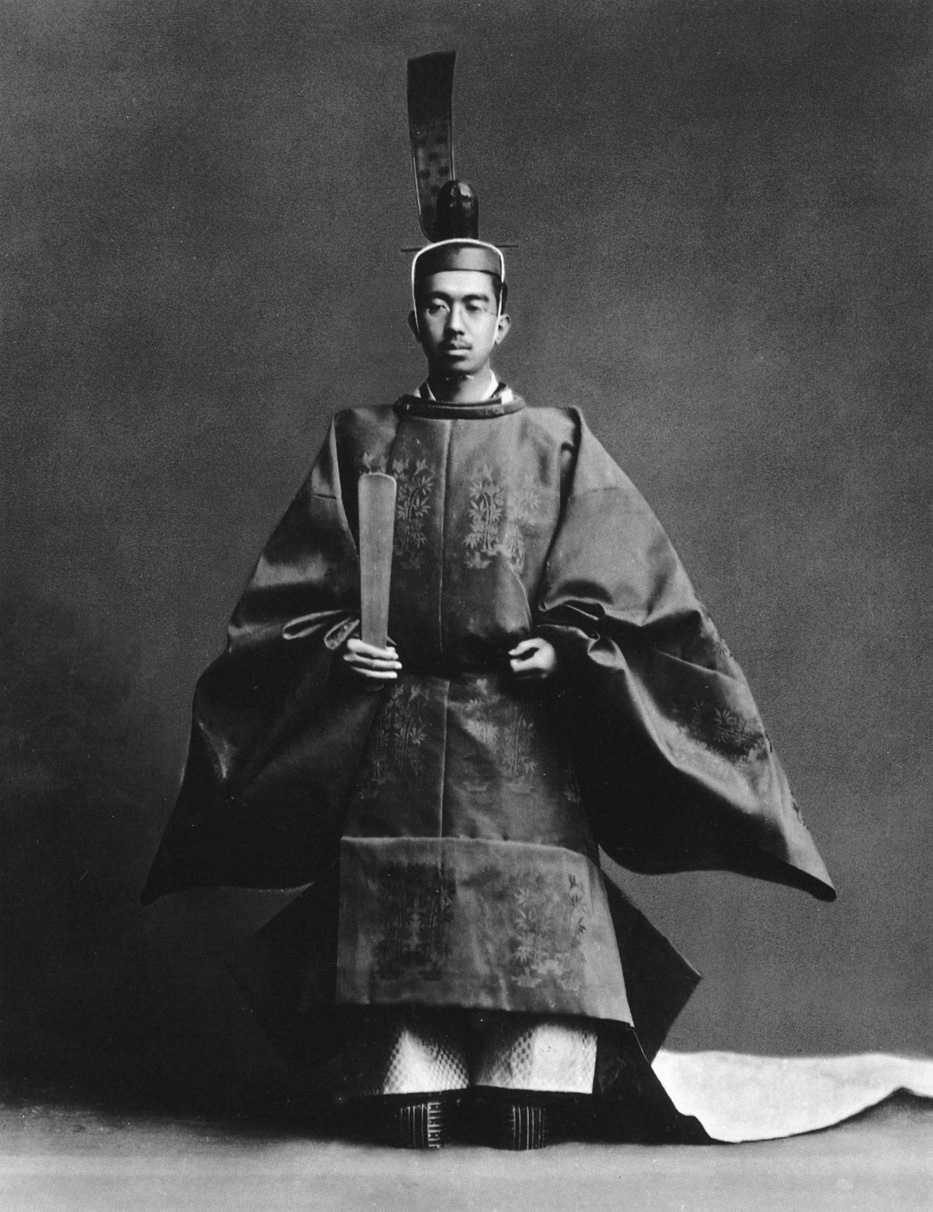
L'empereur Shōwa, descendant de la déesse Amaterasu, en tenue de grand-prêtre du shinto d'État.

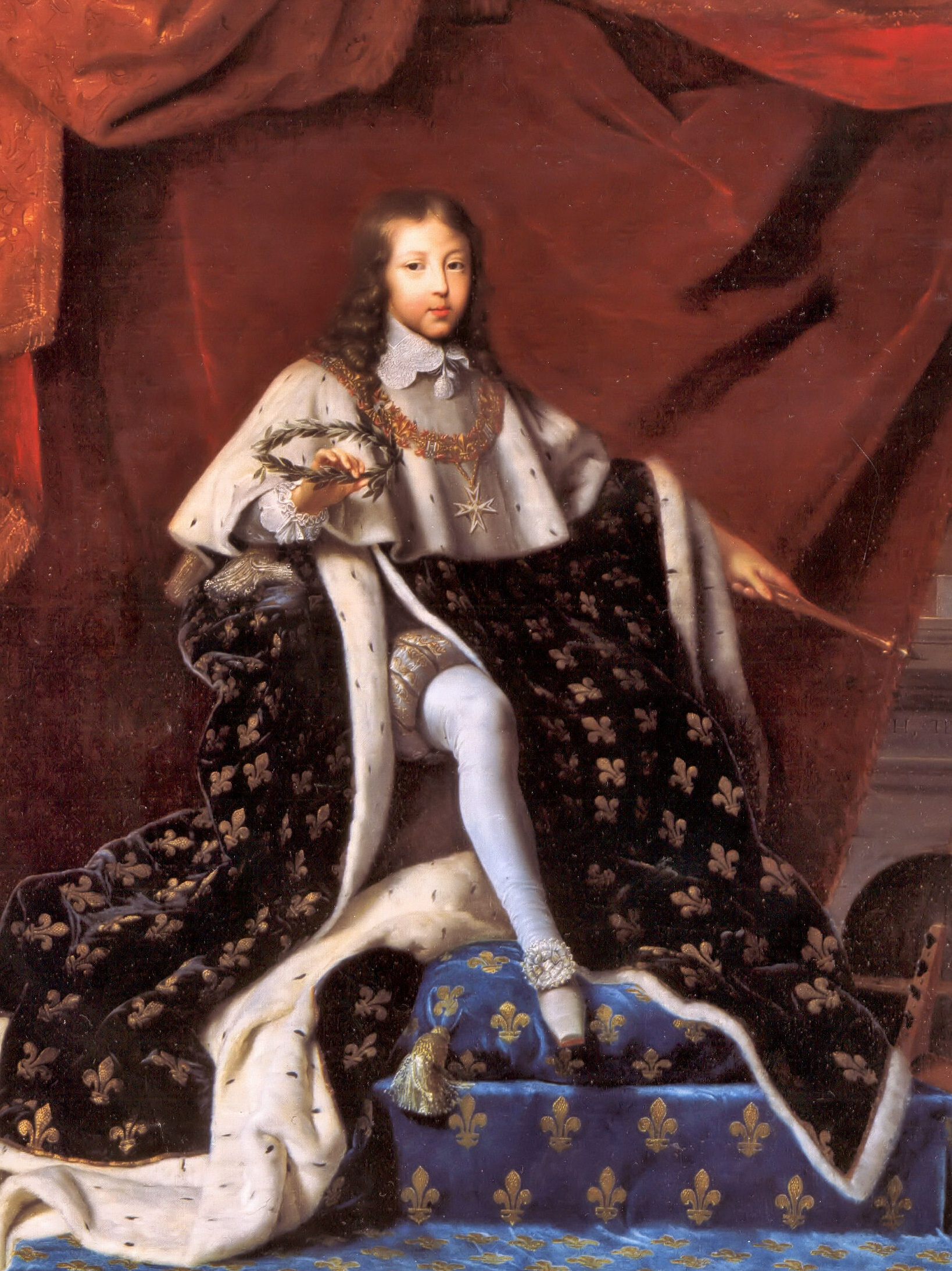
Mise en scène du pouvoir politique : Louis XIV en costume de sacre en 1648. Portrait par Henri Testelin.

La monarchie de droit divin est un régime politique de monarchie dans lequel le pouvoir du monarque souverain est légitimé par la volonté de Dieu et par filiation. Par exemple, la monarchie française est de droit divin car, selon saint Paul, « toute autorité vient de Dieu ».
Il existe deux types de droits divins :
1. le droit divin providentiel : la désignation est indirecte. Elle nécessite l'intervention d'un clerc, qui a tendance à inspirer le pouvoir et à le contrôler.
2. le droit divin surnaturel : la désignation est ici directe. Le roi n'est pas alors sous le contrôle du clergé, mais sous celui de(s) Dieu(x). Il a également tendance à développer des pouvoirs « magiques/surnaturels » (pouvait guérir des personnes atteintes de maladies graves comme celle des écrouelles…) ; on le qualifie alors de roi thaumaturge.

## Anciennes monarchies de droit divin

### En France
La France est, jusqu'en 1789, puis de 1814 à 1830, une monarchie de droit divin.
Selon la monarchie française, le roi de France est un monarque sacré : il ne tient sa couronne que de Dieu et, selon la formule consacrée, est « empereur en son royaume ».
La dimension divine du roi remonte aux débuts de la monarchie française. Lors de son accession au pouvoir, Clovis, roi des Francs, se convertit au christianisme et se fait oindre avec l'huile sacrée de la Sainte Ampoule mélangé avec du saint chrême. Ce rite est ensuite repris par tous les rois de France, matérialisant ce lien particulier avec Dieu.
Pour autant, la notion de royauté de droit divin est plus tardive. Elle est instituée par les juristes (et non par les théologiens) à la faveur de la guerre de Cent Ans durant laquelle l'autorité de la monarchie française est contestée et a besoin de s'affirmer. Avec la théorie de la royauté de droit divin, les rois de France reçoivent leur autorité directement de Dieu, sans l'intermédiaire de l'Église, de telle sorte que ce pouvoir divin ne saurait être limité ni par une autorité morale, ni par un contrat social avec le peuple. C'est sur cette notion que se fonde l'absolutisme monarchique français. Le terme « absolu » vient du latin absolutus qui signifie « indépendant de, détaché de, autonome ».
En France, Louis XIV est le roi ayant le mieux incarné la monarchie de droit divin. Au-delà du mythe qu'il crée autour de sa personne, il s'emploie à renforcer la puissance de la monarchie en faisant construire un lieu monumental chargé de symboles afin d'asseoir le pouvoir royal : le château de Versailles.

### Au Bhoutan
Le Bhoutan est une monarchie absolue de droit divin jusqu'à 1953 quand un parlement est créé afin de commencer une transition vers une monarchie parlementaire.
Il faut cependant attendre 2008 pour que les premières élections parlementaires soient organisées.

## Monarchies de droit divin actuelles

### En Arabie saoudite
Les familles Saoud et Wahhab, qui sont liées par le mariage, s'y partagent le pouvoir.
La Loi fondamentale du pays se fonde sur le Coran et la sunna, selon l'interprétation des compagnons de Mahomet. Aucune manifestation ou culte d'une autre religion ne sont acceptés, et ceux qui expriment à ce titre une opinion différente sont déclarés apostats et passibles de la peine de mort. La liberté de religion de la population non musulmane d'origine y est très restreinte et doit s'exercer exclusivement dans le domaine privé.

### Au Vatican
Le souverain pontife (Summus Pontifex) est élu par le collège des cardinaux, lors du Conclave, qui serait lui-même éclairé par la volonté divine de donner un successeur de l'apôtre Pierre, le vicaire du Christ dans la théologie catholique.
Le pape est le dernier monarque absolu de droit divin en Occident et possède un titre temporel depuis la donation de Pépin en 754, titre qui se retrouvera amputé de sa majeure partie en 1870 lors de l'annexion des États pontificaux par le royaume d'Italie.

### Au Maroc
Le roi du Maroc se réclame de droit divin puisque commandeur des croyants.